# جورج-سي. لاشانس
جورج-سي. لاشانس هو محامي وسياسي كندي، ولد في 11 يناير 1926 في مونتريال في كندا، وتوفي في 10 أكتوبر 2020. نشط حزبياً في الحزب الليبرالي الكندي. وقد انتخب عضو مجلس العموم الكندي.